# Süleyman Tatlıyev
Süleyman Bayram oğlu Tatlıyev (ur. 27 lutego 1925 we wsi Dağ Kəsəmən w rejonie Ağstafa, zm. 9 marca 2014 w Baku) – radziecki i azerski polityk, przewodniczący Prezydium Rady Najwyższej Azerbejdżańskiej SRR w latach 1985-1989.
Brał udział w II wojnie światowej, ranny w walkach, 1951 skończył studia chemiczne na Azerbejdżańskim Uniwersytecie Państwowym, 1951-1956 inżynier przedsiębiorstwa naftowego w Groznym, 1956-1961 w fabryce kauczuku w Sumgaicie, 1963-1965 zastępca kierownika wydziału przemysłu naftowego KC Komunistycznej Partii Azerbejdżanu, inspektor Zakaukaskiego Biura KC KPZR, 1965-1970 kierownik wydziału przemysłu chemicznego w Radzie Ministrów Azerbejdżańskiej SRR, 1978-1985 I zastępca przewodniczącego Rady Ministrów ZSRR. Od 30 grudnia 1985 do 22 czerwca 1989 przewodniczący Prezydium Rady Najwyższej Azerbejdżańskiej SRR. Deputowany do Rady Najwyższej ZSRR 10 i 11 kadencji. Odznaczony azerbejdżańskim Orderem Şöhrət.